# Рагби репрезентација Есватинија
Рагби репрезентација Свазиленда је рагби јунион тим који представља Свазиленд у овом екипном спорту. У овој афричкој држави има 7 рагби клубова и око 15 000 рагбиста. Рагби су у Свазиленд донели Енглези и у почетку овај спорт су играли само белци.